# Рерік
Рерік (нім. Rerik) — місто в Німеччині, розташоване в землі Мекленбург-Передня Померанія. Входить до складу району Росток. Складова частина об'єднання громад Нойбуков-Зальцгафф.
Площа — 33,45 км2. Населення становить 2169 ос. (станом на 31 грудня 2020).

## Галерея

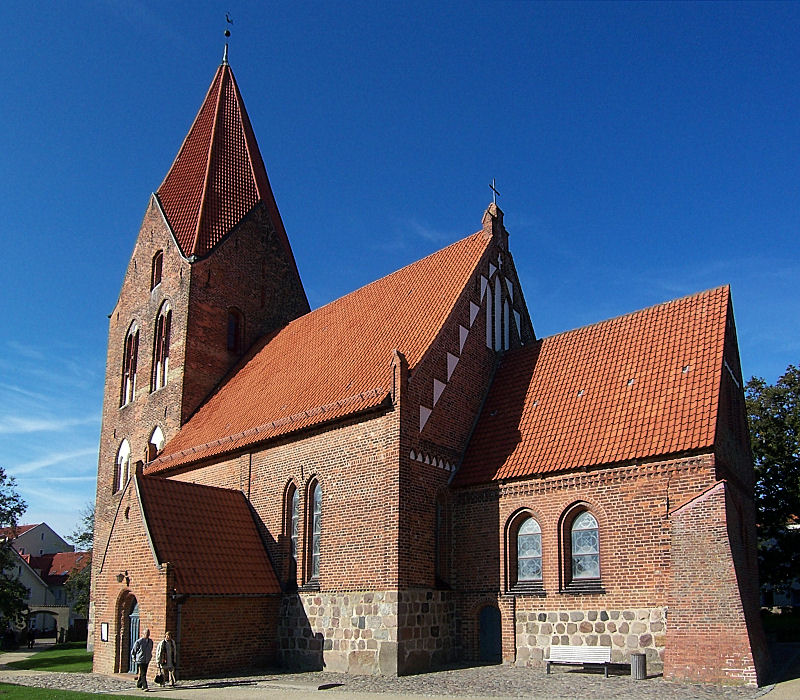
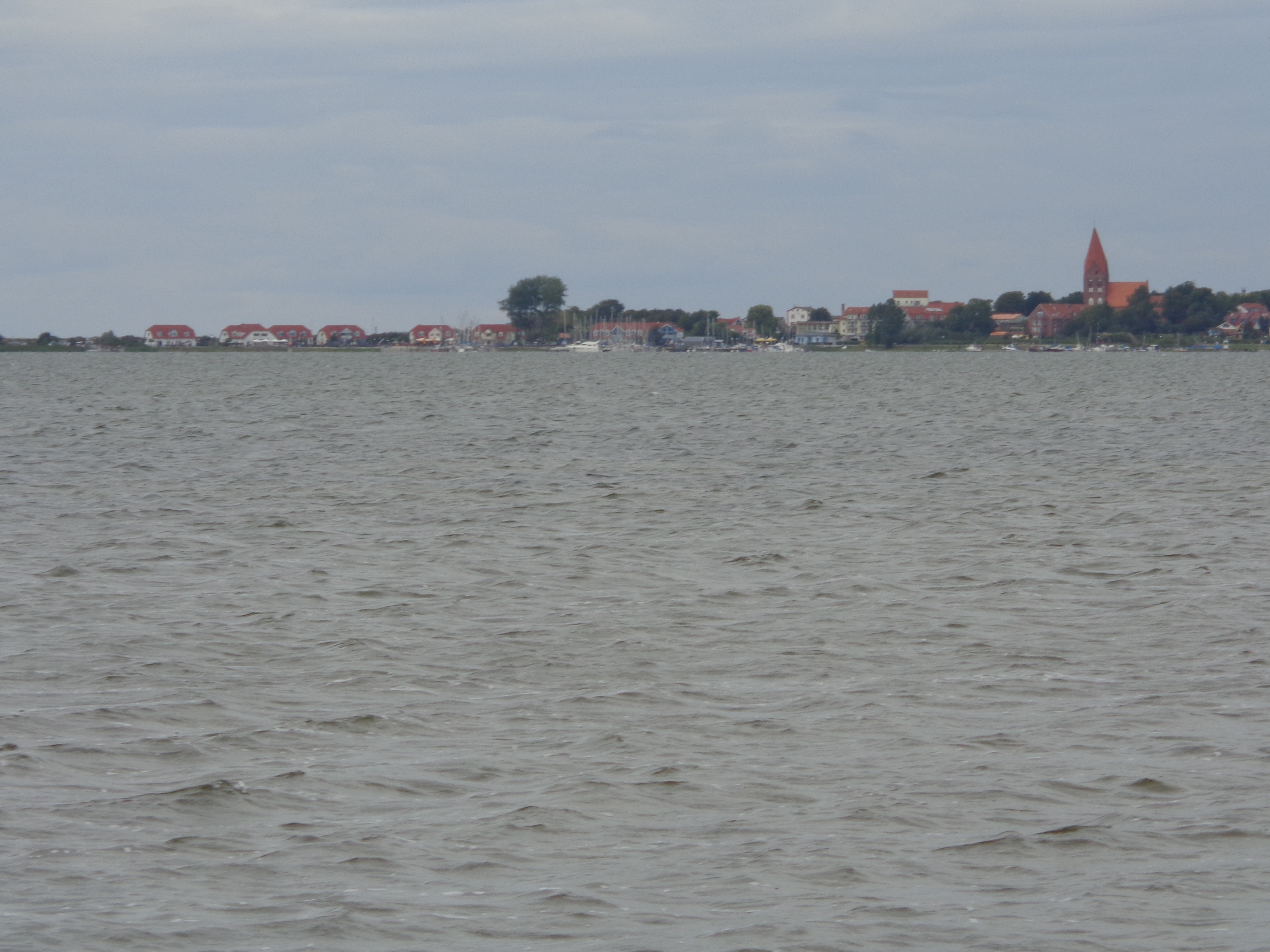
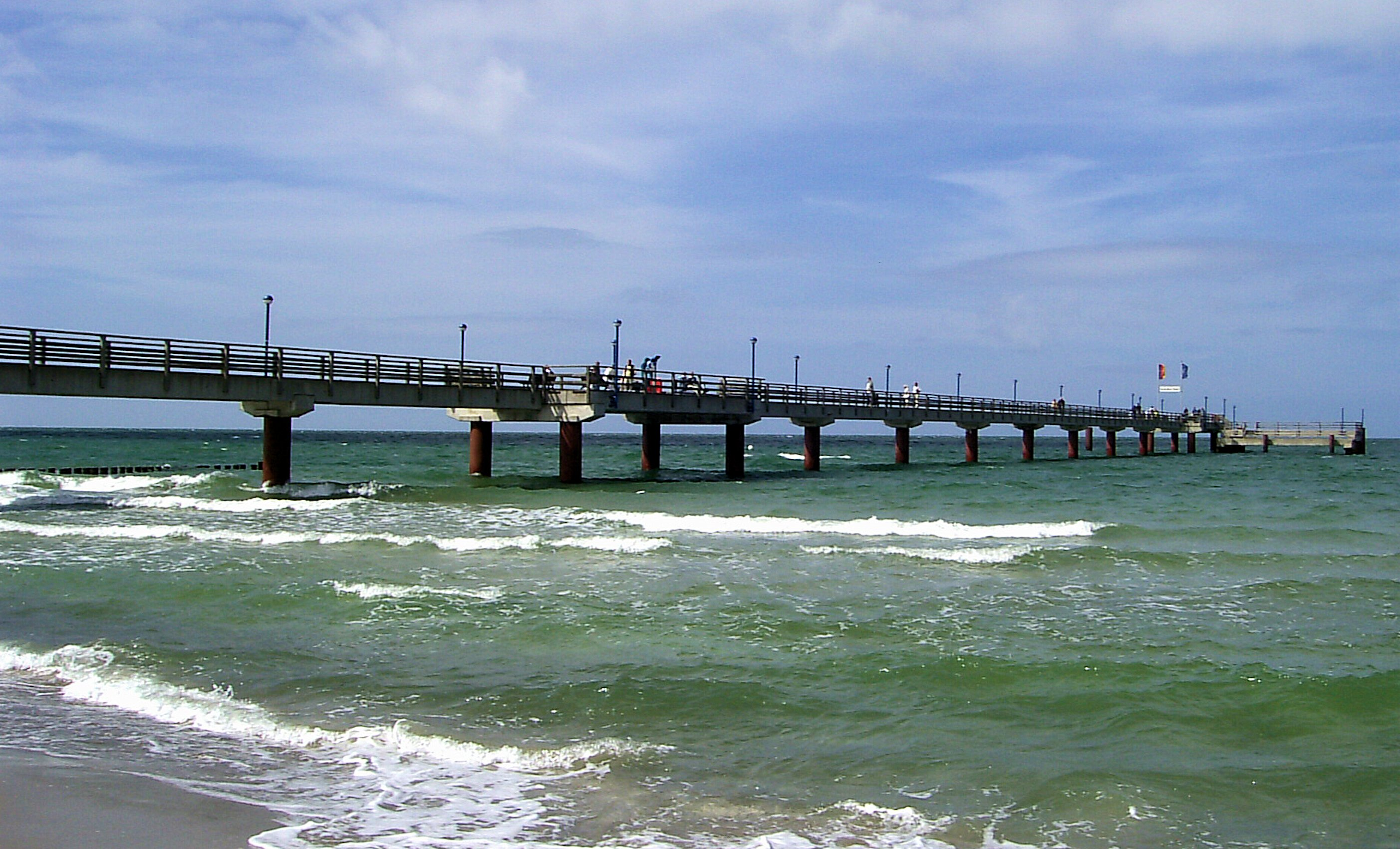
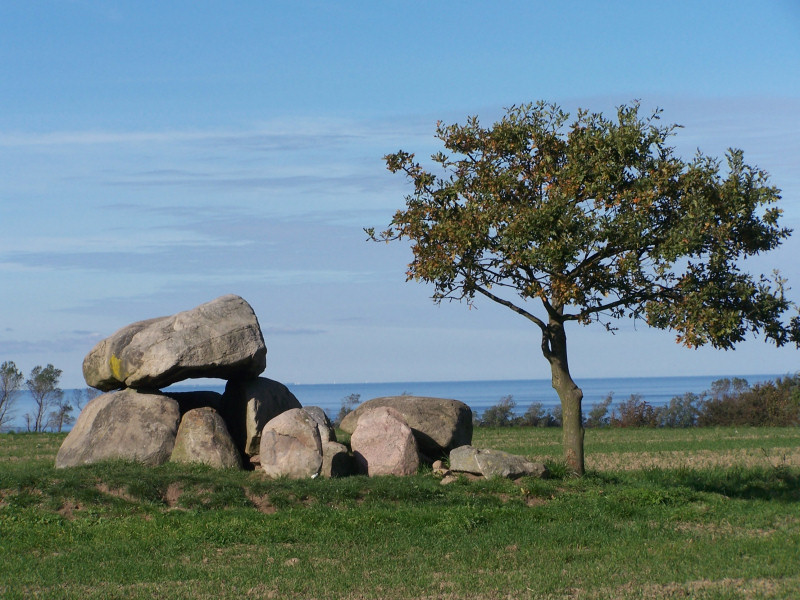